# Fiesta (álbum de Miranda)
Fiesta é um álbum de estúdio da cantora franco-espanhola Miranda lançado pela Universal Music em 1999. Neste, estão as canções de maior repercussão da cantora, como "Eldorado", "A la fiesta" e "Vamos a la playa", relançado em 2012 pela holandesa Loona.

## Trilha sonora
1. Eldorado – 3:43
2. Vamos a la playa - 3:13
3. Baila - 3:10
4. A La Fiesta - 3:35
5. Do It (Get Down On It) - 3:29
6. Hola Hey - 3:51
7. Max - 3:37
8. Summertime - 3:08
9. El ritmo del sol - 3:35
10. Special DJ - 3:55
11. Macho Man - 3:13
12. Try It Out - 3:31
13. Movie Star - 4:24
14. A La Fiesta - 4:04